# Bastberget

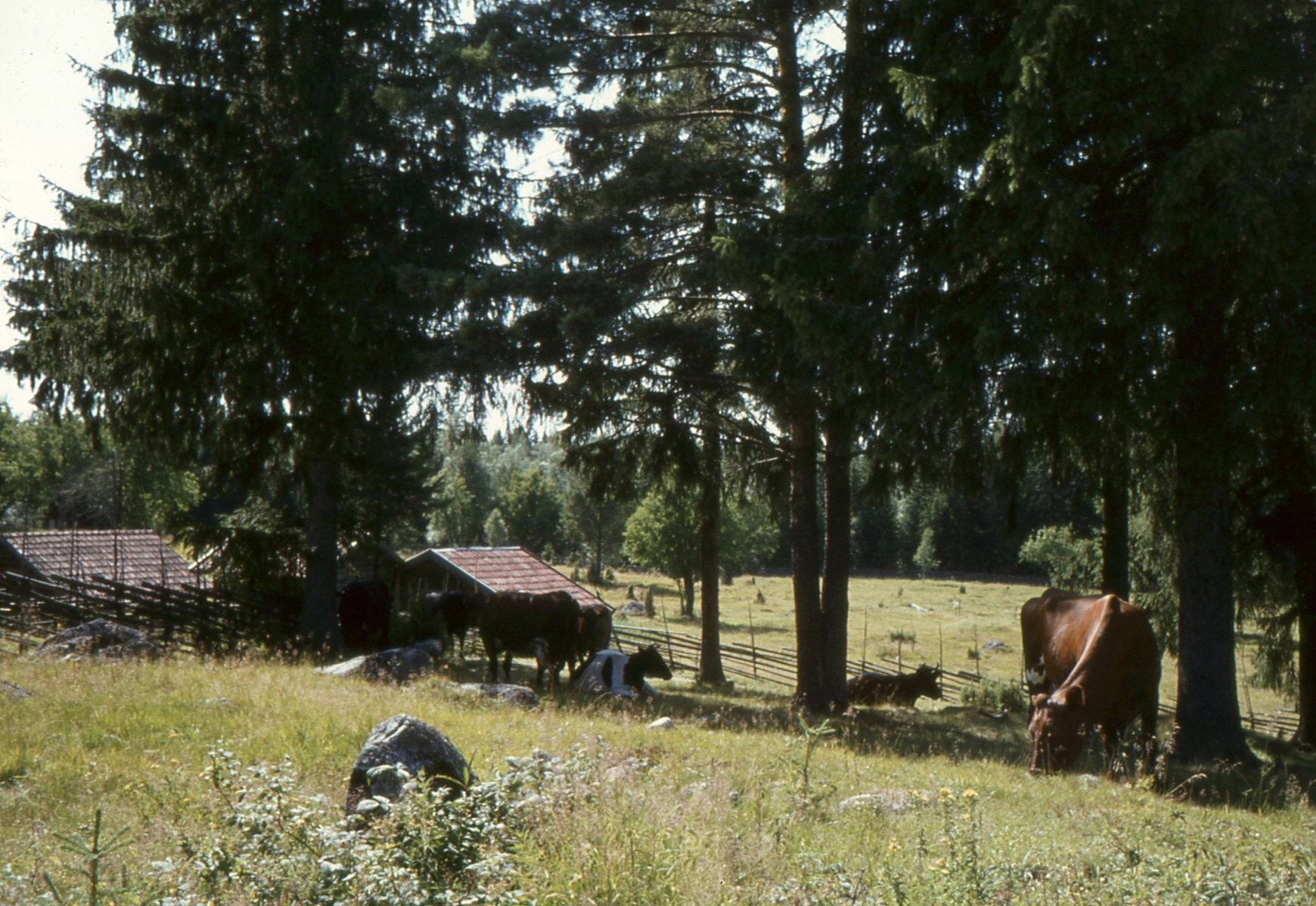
Bastberget sommaren 1982 med kor på bete.

Bastberget är en fäbod i Gagnefs kommun, Dalarnas län. Fäboden hör till Mockfjärds församling och är belägen cirka 15 km söder om Mockfjärd, nära gränsen till Grangärde socken (Ludvika kommun). Bastberget är en av ytterst få fäbodar i Sverige som haft fäboddrift utan avbrott i över 450 år. Området utgör idag ett riksintresse för kulturmiljövården.

## Historik
År 1549 finns fäbodområdet omnämnt i domböcker som Bastemon och vid storskiftet i början av 1800-talet fick fäbodområdet den nuvarande uppdelningen i fäbodbyar. Bönderna i byarna i Mockfjärd tilldelades fäbodlotter i respektive fäbodby. Bakgrunden till att fäbodarna etablerades var att betesmarkerna helt enkelt inte räckte till hemma i byn.
Bastbergets fäbovall var under 1800-talet Skandinaviens största med 100 hushåll och nära 600 djur. Här har bedrivits kontinuerlig fäboddrift i över 450 år. Den långa betesdriften har gett platsen en artrik och intressant flora. Idag finns här cirka 150 gårdar fördelade på fem fäbodbyar, som kallas Börsbuan, Åsbuan, Hebuan, Lindbuan och Berget. De flesta husen ägs idag av ättlingar till de ursprungliga brukarna och används som fritidsbostäder.

## Bilder

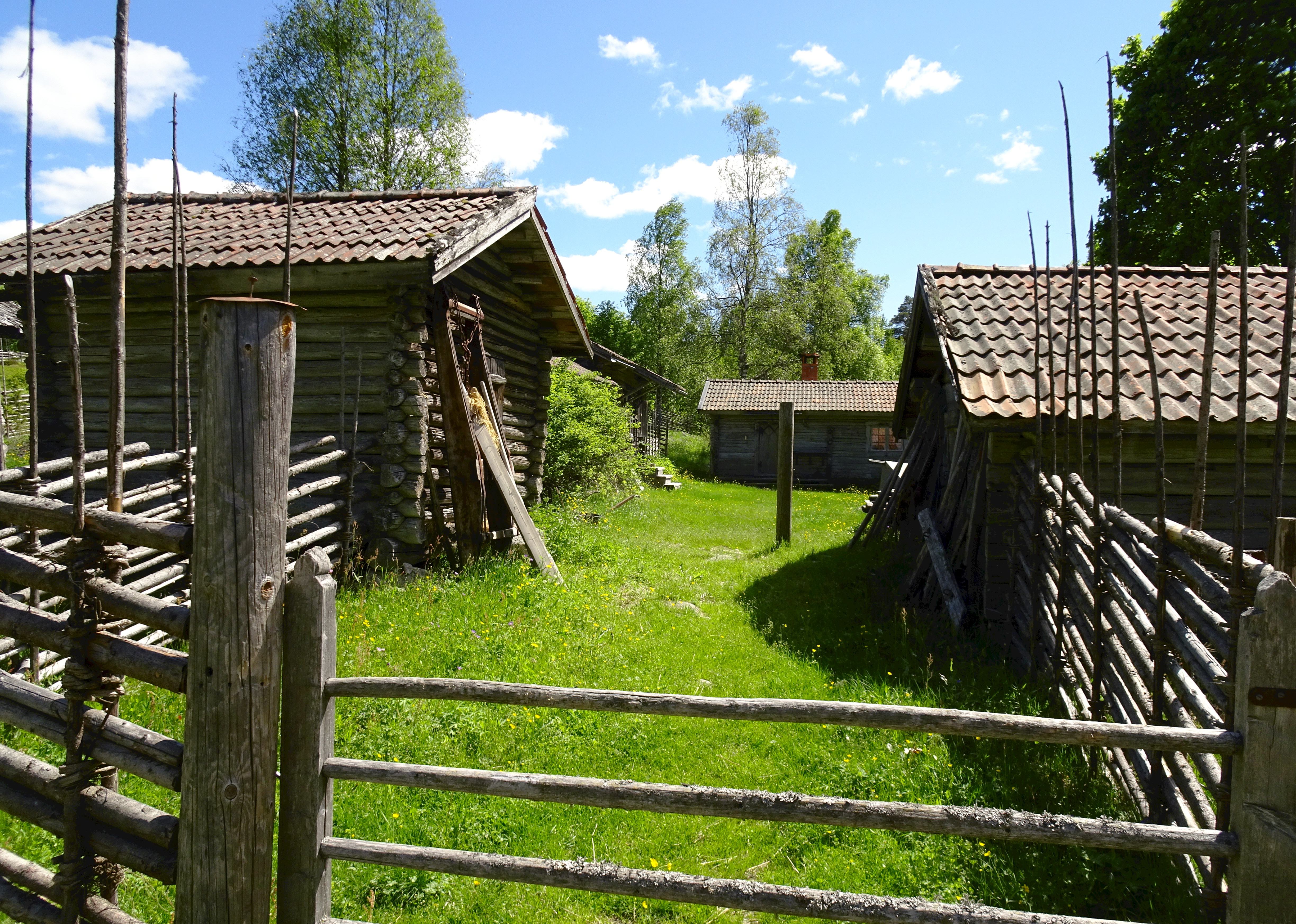
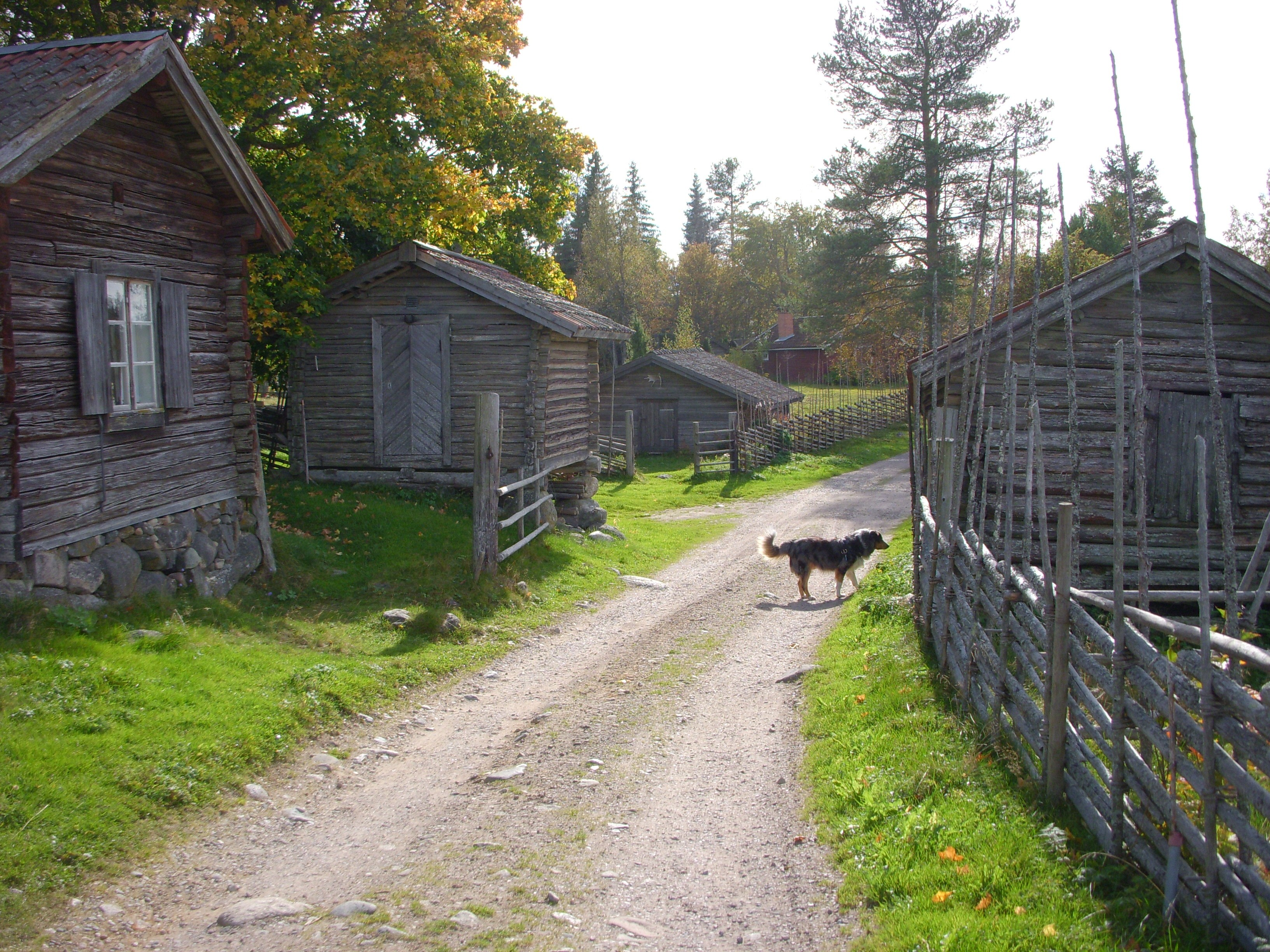
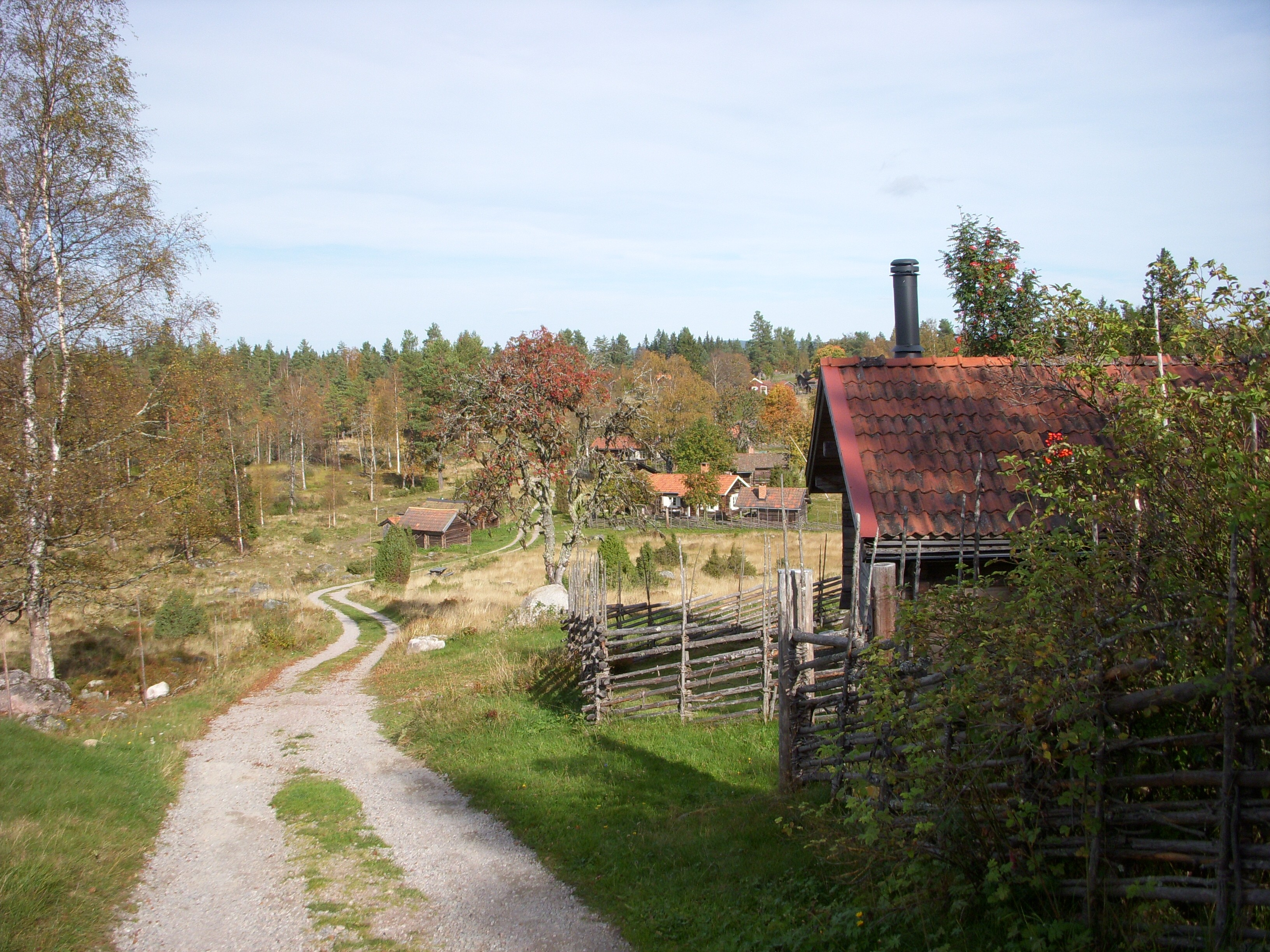
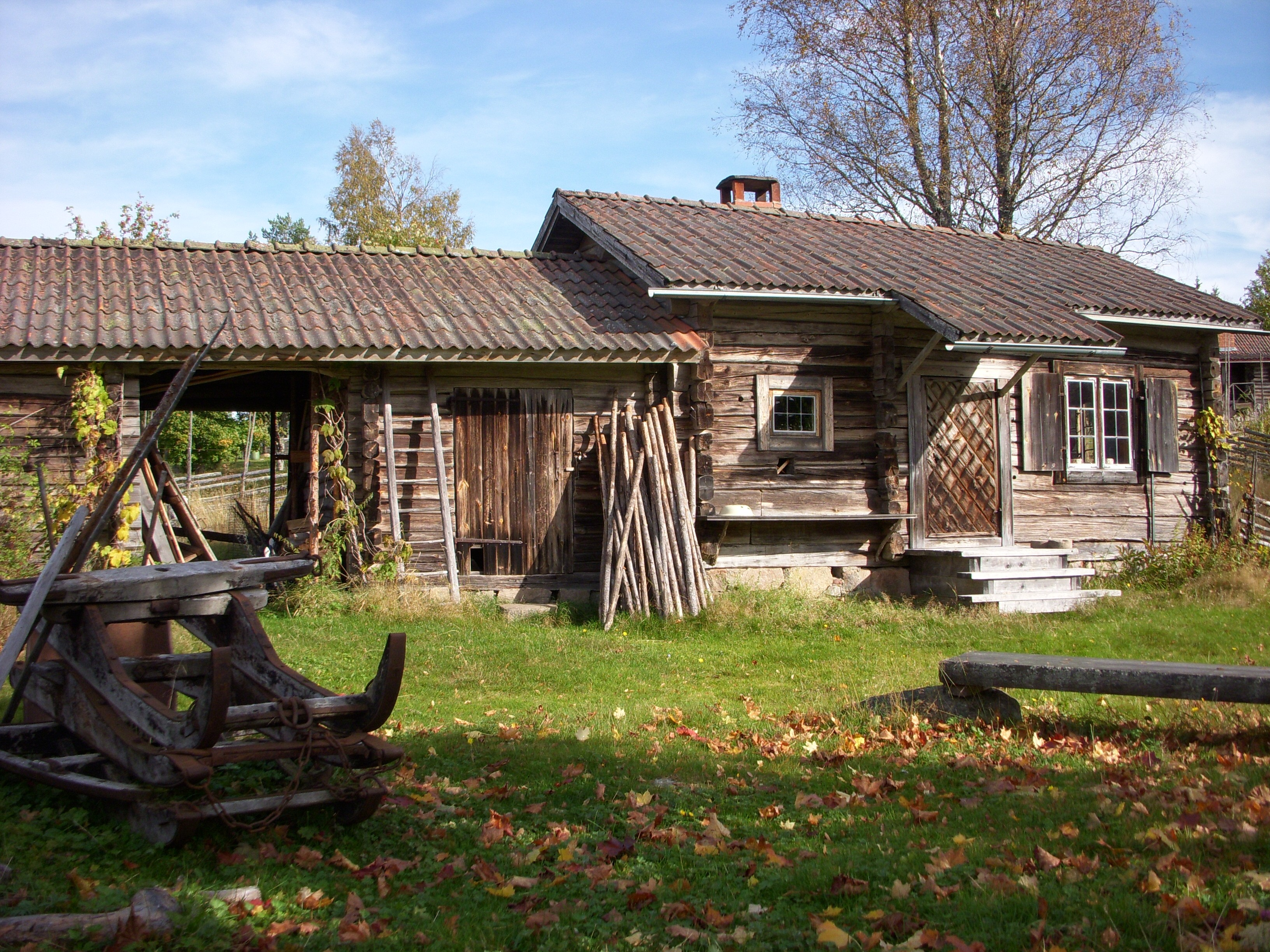
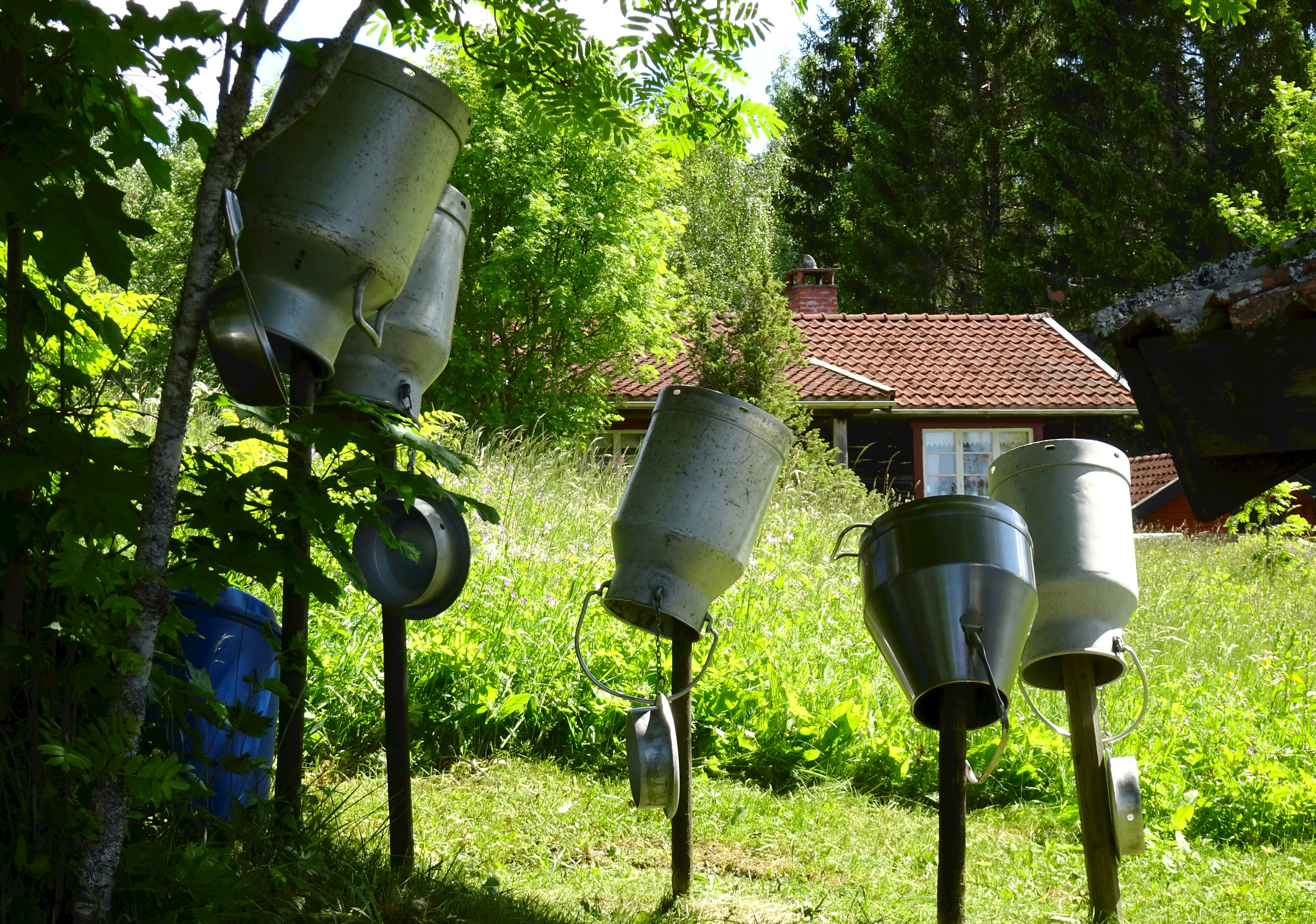

## Panorama

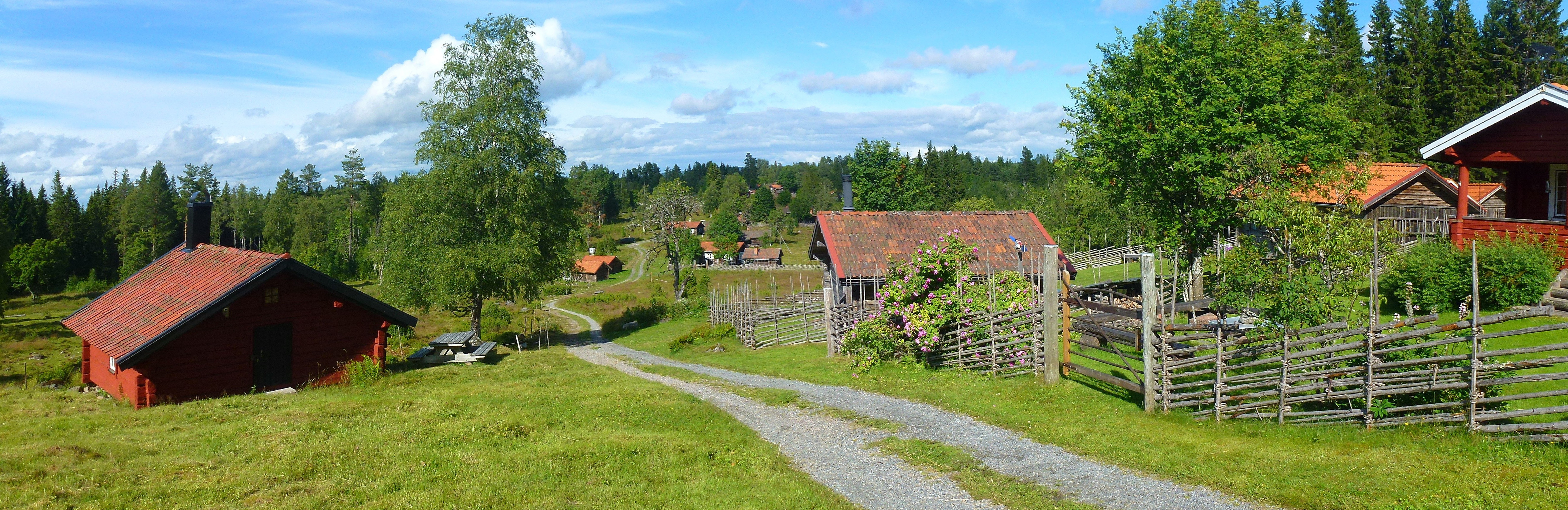
Panorama över Bastbergets fäbodar, juli 2015.